# Абдуллін Азгар Ханіфович
Азгар Ханіфович Абдуллін (нар. 20 жовтня 1923, Підгорний Байлар, Мензелінський район, ТАРСР — 30 серпня 1993, Казань, Татарстан) — диригент, композитор, музикознавець, педагог. Заслужений діяч мистецтв Татарської АРСР.

## Біографія
Азгар Ханіфович Абдуллін народився 20 жовтня 1923 року в селі Підгорний Байлар Мензелінського району ТАССР. Батько був директором середньої школи.
У 1952 році закінчив диригентсько-хоровий факультет Казанської консерваторії (клас С. А. Казачкова), в 1955 — аспірантуру Московської державної консерваторії ім. П. І. Чайковського.
Кандидат мистецтвознавства (1971) («Татарська народна пісня: тематика, жанри і деякі особливості народного виконавства»).
З 1955—1993 р. — викладав в Казанській консерваторії.
З 1957—1967 р. — диригент Татарського академічного театру.
З 1958—1959 р. — диригент і хормейстер Татарського театру опери та балету.
З 1967—1968 р. — художній керівник Ансамблю пісні і танцю ТАРСР.
У 1959—1975 рр. — голова правління Хорового суспільства ТАРСР.
З 1983 року професор кафедри хорового диригування.
З 1992 професор кафедри татарської музики.
Автор обробок для хору татарських народних пісень, робіт присвячених татарському музичному фольклору, музики до драматичних спектаклів, укладач і редактор репертуарних збірок.
Учасник Великої Вітчизняної війни.
Помер в 1993 році в Казані.

### Серед учнів
Народна артистка РФ і РТ В. Гараєва, Н. Ємельянов, М. Кашіпов, народний артист РРФСР А. Мамонтов, В. Чепкасов, А. Щербаков.

### Праці
- Татарська народна музична творчість // Муз. культура Рад. Татарії. М., 1959;
- Татарські народні пісні. М., 1963; Тематика і жанри татарської дореволюційної пісні // Зап. тат. музики. Казань, 1967 і ін.

## Звання та нагороди
- Заслужений діяч мистецтв ТАРСР (1989)
- Медаль за відвагу"
- Медаль «За перемогу над Японією»